# Acolasis mollis
Acolasis mollis är en fjärilsart som beskrevs av Walker 1865. Acolasis mollis ingår i släktet Acolasis och familjen nattflyn. Inga underarter finns listade i Catalogue of Life.